# Tristranska kontaktna skupina Ukrajine
Tristranska kontaktna skupina za Ukrajino (znana tudi kot Tristranska kontaktna skupina za mirno rešitev razmer v vzhodni Ukrajini) je skupina predstavnikov Ukrajine, Ruske federacije in Organizacije za varnost in sodelovanje v Evropi (OVSE), ki je bila oblikovana kot sredstvo za lažjo diplomatsko rešitev vojne v regiji Donbas v Ukrajini. Obstaja več podskupin.
Skupina je nastala po izvolitvi ukrajinskega predsednika Petra Porošenka maja 2014. Pred njegovo izvolitvijo so po Euromajdanskih protestih in ukrajinski revoluciji leta 2014 vzhod in jug države zajeli nemiri. Po neformalnem srečanju voditeljev držav ob obeležitvi sedemdesete obletnice dneva D v Normandiji 6. junija 2014 je bila domenjena ustanovitev skupine za olajšanje dialoga med ukrajinsko in rusko vlado. Odnosi med Rusijo in Ukrajino so bili izjemno napeti po priključitvi Krima Ruski federaciji, Ukrajina in zahodni voditelji so Rusijo obtožili tudi podpihovanja nemirov.

## Prvo kijevsko zasedanje
Prvo zasedanje skupine je potekalo 8. junija 2014, na njem pa so sodelovali ruski veleposlanik v Ukrajini Mihail Zurabov, ukrajinski veleposlanik v Nemčiji Pavlo Klimkin in posebna predstavnica generalnega sekretarja OVSE Heidi Tagliavini. Med 8. in 9. junijem so potekala tri zasedanja skupine, na katerih so udeleženci razpravljali o mirovnem načrtu po predlogu ukrajinskega predsednika Petra Porošenka.

## Donecko zasedanje
Dne 20. junija 2014 je predsednik Ukrajine v petnajstih točakh objavil svoj mirovni načrt in enostransko odredil tedensko prekinitev ognja (glej Mirovni načrt v petnajstih točkah). Ruski predsednik Vladimir Putin je vztrajal, da bi morali v pogajanja vključiti separatistične predstavnike iz vzhodne Ukrajine in naj tega ne razumejo kot "ultimat", sicer bo prekinitev ognja propadla. 23. junija so proruski skrajneži obljubili, da bodo v primeru sodelovanja v pogovorih spoštovali prekinitev ognja. Na zahtevo predsednika je Ukrajino zastopal Leonid Kučma, saj je moral biti Pavlo Klimkin prisoten v Luksemburgu.
Na prvo srečanje pogovorov v Donetsku 23. junija 2014 so prispeli Leonid Kučma, Mihail Zurabov, Viktor Medvedčuk (vodja Ukrajinske izbire), voditelja proruskih militantov Oleg Carjov in Aleksander Borodaj ter predstavniki OVSE. Po srečanju je vozilo s Kučmo in Nestorjem Šufričem tik pred upravno stavbo napadla jezna množica. Po poročanju OVSE je Medvedčuk na pogajanjih zastopal proruske skrajneže. Sodelovanje Medvedčuka kot posrednika v pogajanjih je podprla tudi Angela Merkel, s čimer se je Porošenko strinjal. 26. junija 2014 je Medvedčukova ukrajinska zasedba obtožila Tagliavinijevo napačnega razumevanja Zubarove izjave, saj je Medvedčuk ukrepal po ukazu Petra Porošenka.
Med prekinitvijo ognja so proruski militaristi izpustili opazovalce OVSE, ki so jih zadržali kot talce.

## Drugo kijevsko zasedanje
2. julija 2014 so se na srečanju v Berlinu štirje zunanji ministri iz Nemčije, Francije, Rusije in Ukrajine strinjali, da bodo mirovna pogajanja nadaljevali najkasneje 5. julija 2014.
Tretje srečanje skupine je potekalo 6. julija 2014. Na pogajanjih so bili prisotni Kučma, Zurabov, Tagliavini, Šufrič in Medvedčuk.

## Tretje kijevsko zasedanje
Skupina se je sestala 17. julija 2014, kmalu po strmoglavljenju letala Malaysian Airlines, ko so predstavniki separatistov zagotovili sodelovanje s predstavniki OVSE v vzhodni Ukrajini.

## Minško zasedanje
Nov krog mirovnih pogajanj se je začel 31. julija 2014 v Minsku. 5. septembra 2014 je bil podpisan sporazum iz Minska.
Po intervjuju Aleksandra Borodaja za ruski časnik "Novaja Gazeta" je Kučma predlagal predajo proruskih separatistov, na kar sta se Medvedčuk in Šufrič zasmejala.

## Drugo minško zasedanje
Na vrhu v Minsku 11. februarja 2015 so se voditelji Ukrajine, Rusije, Francije in Nemčije dogovorili o svežnju ukrepov za zaustavitev vojne v Donbasu; ta paket je postal znan kot Minsk II. Od takrat se kontaktna skupina občasno zbira v Minsku. Predstavniki separatistične Ljudske republike Doneck in Ljudske republike Lugansk svoje predloge posredujejo tristranski kontaktni skupini za Ukrajino.
Od takrat je bilo v tristranski kontaktni skupini ustanovljenih več podskupin. Te vključujejo delovno skupino za politična vprašanja, za gospodarska vprašanja, za razpravo o humanitarnih razmerah na konfliktnem območju in za varnostna vprašanja, ki jo vodi vodja posebne opazovalne misije OVSE v Ukrajini.